# Michel Bégon (1638-1710)
Michel Bégon, noto anche con lo pseudonimo di Le Grand Bégon (Blois, 25 dicembre 1638 – Rochefort, 14 marzo 1710), è stato un funzionario e naturalista francese.
Discendente di una famiglia originaria della Bretagna, Michel Bégon era il figlio primogenito di Michel Bégon IV e di Claude Viart. Passò la giovinezza all'hôtel d’Alluye di Blois, la residenza di famiglia. Nel 1652 incontrò  Gastone d'Orléans. Successivamente studiò al Collegio dei Gesuiti. Nel 1662 divenne guardasigilli a Blois. Nel 1665 si sposò con Madeleine Druillon.
Dal 1665 al 1679 Michel Bégon ricopriì alcune funzioni amministrative a Orléans. Dal 1677 ricevette alcuni incarichi da Jean-Baptiste Colbert: divenne Commissario della Marina, dapprima a Tolone, poi a Brest e a Le Havre.
Nel 1682 ricevette l'incarico di Intendente per le Indie occidentali francesi. Nel corso del 1683 Michel Bégon iniziò a visitare le isole di Martinica, Guadalupa e Saint-Cristophe. Nel 1684 sbarcò a Saint-Domingue. Nel 1685 Begon venne richiamato in Francia, diventando Intendente delle Galee e nel 1688 Intendente del porto di Rochefort. Nel 1694 divenne anche intendente della Generalità di La Rochelle. Ormai all'apice della sua carriera amministrativa, Bégon riuscì tuttavia ad avere alcuni momenti di svago nella sua biblioteca. Riuscì a farsi procurare alcune piante delle Indie occidentali; una di queste piante, la begonia, porta infatti il suo nome.